# Michele Picaro
Michele Picaro (Bari, 15 maggio 1981) è un politico italiano, europarlamentare dal 2024.

## Biografia

### Studi e lavoro
Picaro si laurea in giurisprudenza presso l'Università di Bari per poi lavorare come funzionario legale presso la direzione provinciale dell'agenzia delle entrate della città.

### Carriera politica
Appassionato di politica sin da giovanissimo, nel 1999 viene eletto all'età di 18 anni consigliere Circoscrizionale per la circoscrizione di Palese Santo Spirito di Bari in quota Alleanza Nazionale, venendo riconfermato altre 2 volte. Nel 2009 viene nominato coordinatore della sua circoscrizione di elezioni con Il Popolo della Libertà. Nel 2013, con la scissione del partito, passa alla rinata Forza Italia, di cui viene nominato commissario cittadino.
Nel 2014 viene eletto come consigliere comunale di Bari.
Nel 2018 lascia il partito per sposare la linea politica leghista del suo leader Matteo Salvini e un anno dopo viene rieletto per la seconda volta al consiglio comunale, risultando, con 2.248 preferenze, il più votato della lista e di tutta la coalizione di centro-destra. Nel 2020, dopo un periodo di forti contrasti col partito per la scelta del candidato presidente alle elezioni regionali, lascia la Lega e si candida nello stesso anno per il consiglio regionale con Fratelli d'Italia. Risulta secondo nella sua lista con 7700 voti, non venendo eletto. Nel 2022, a seguito dell'elezione di Ignazio Zullo a senatore, gli subentra in consiglio regionale.
Nel 2024 è eletto europarlamentare in occasione delle elezioni europee, sempre con Fratelli d'Italia, nella circoscrizione Italia meridionale con oltre 55.000 preferenze.